# Кемюктях-Ари
Кемюктя́х-Ари́ (рос. Кемюктях-Ары) — невеликий річковий острів на річці Анабар. Територіально відноситься до Якутії, Росія.
Розташований в нижній течії річки ближче до правого берега, нижче впадіння правої притоки Піщаний струмок. Острів має видовжену форму, витягнутий із північного заходу на південний схід. Острів рівнинний. На заході знаходяться кручі висотою 6 м.
| Росія | Це незавершена стаття з географії Росії. Ви можете допомогти проєкту, виправивши або дописавши її. |